# Seidenfiedrigkeit

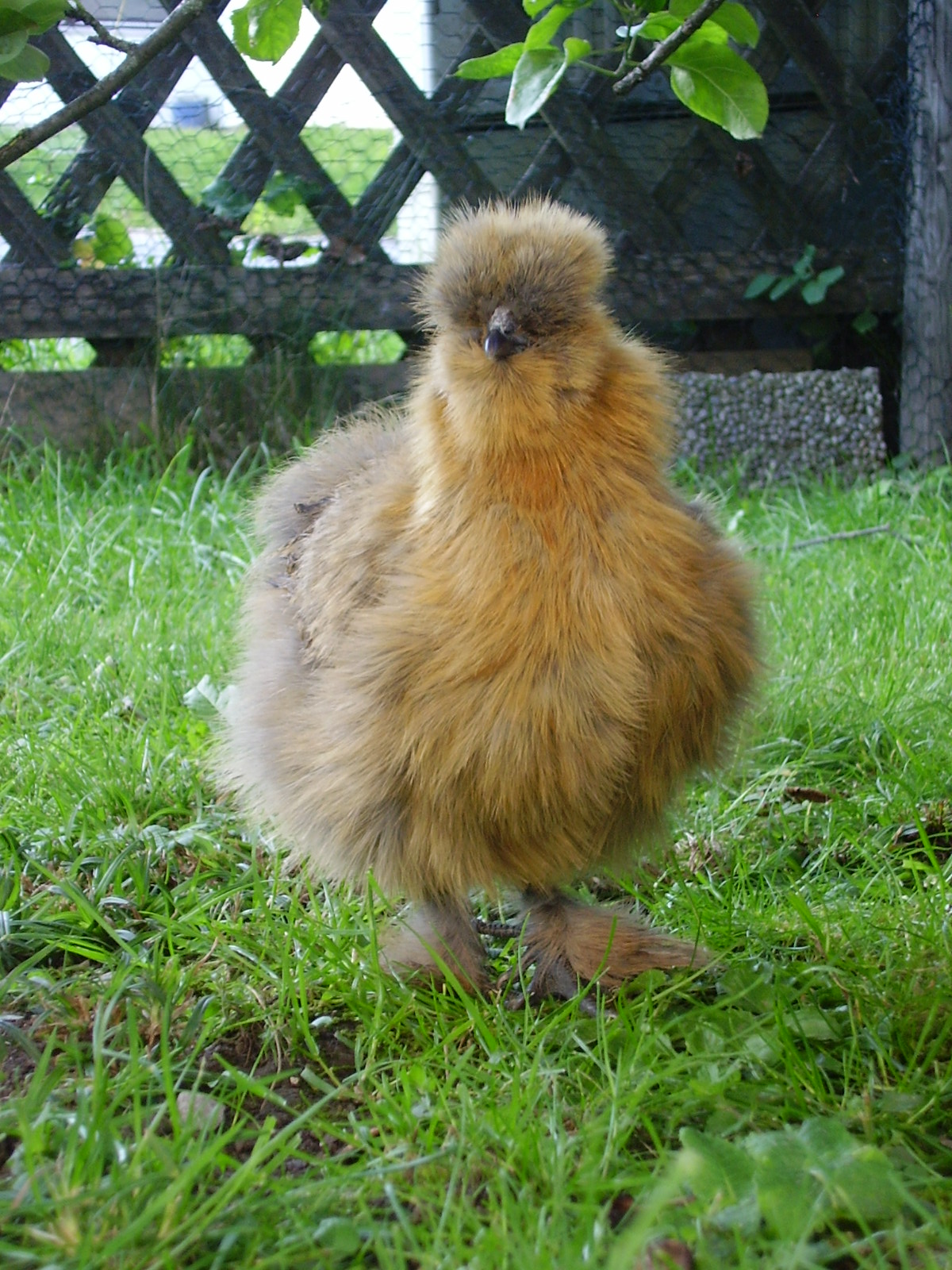
Seidenfiedriges Haushuhn

Als Seidenfiedrigkeit bezeichnet man eine Genmutation bei Hühnern und Tauben, bei der es zu Fehlbildungen der Konturfedern kommt. Diese führen dazu, dass keine Federfahne ausgebildet wird und die Federn ein glattes, seidenähnliches Aussehen ähnlich einem Fell zeigen. 
Die Seidenfiedrigkeit bei Tauben wird autosomal unvollständig dominant vererbt. Bei Tauben kommt es zu einer unvollständigen Ausbildung und Verdrehung der Hakenstrahlen, so dass sie sich nicht mehr mit den Bogenstrahlen verbinden können. Heterozygote Merkmalsträger haben ein stark reduziertes Flugvermögen, homozygote sind gänzlich flugunfähig, so dass der Sachverhalt einer Qualzucht gegeben ist. In Deutschland gilt daher gemäß § 11b des Tierschutzgesetzes bei Tauben ein Zuchtverbot für Genträger.
Bei Hühnern wird Seidenfiedrigkeit autosomal rezessiv vererbt. Phänotypisch zeigt sich der Gendefekt in unterentwickelten Federschäften, langen Federästen und -strahlen. Eine Federfahne ist ebenfalls nicht ausgebildet. Dieses Merkmal wird bei der Rasse Seidenhuhn in mehreren Farbschlägen gezüchtet.